# Élections générales britanno-colombiennes de 1916
L'élection générale britanno-colombienne de 1916 fut déclenchée le 5 juillet 1916 et se déroula le 14 septembre afin d'élire les députés de la 14e législature à l'Assemblée législative de la Colombie-Britannique. Il s'agit de la 14e élection générale depuis l'adhésion de la Colombie-Britannique à la confédération canadienne en 1871.
Le Parti libéral de la Colombie-Britannique, dirigé par Harlan Carey Brewster, défait le gouvernement conservateur de William John Bowser. Le parti obtient 50 % du vote populaire, près du double du résultat obtenu lors de l'élection précédente, et remportent 36 des 47 sièges à l'Assemblée législative, formant un gouvernement majoritaire.
La part du vote populaire du Parti conservateur tombe de 60 % à l'élection précédente à un peu plus de 40 % ; il perd 30 sièges, n'en remportant que 9. Toutefois, il forme tout de même l'opposition officielle.
Deux autres sièges sont remportés par des indépendants.

## Résultats
| Parti                  | Parti                    | Chef                     | # de candidats | Sièges | Sièges | Sièges  | Voix    | Voix    | Voix     |
| ---------------------- | ------------------------ | ------------------------ | -------------- | ------ | ------ | ------- | ------- | ------- | -------- |
| Parti                  | Parti                    | Chef                     | # de candidats | 1912   | Élus   | % Diff. | #       | %       | % Diff.  |
|                        | Libéral                  | Harlan Carey Brewster    | 45             | -      | 36     |         | 89 892  | 50,00 % | +24,64 % |
|                        | Conservateur             | William John Bowser      | 46             | 39     | 9      | -76,9 % | 72 842  | 40,52 % | -19,13 % |
|                        | Indépendant              | Indépendant              | 7              | -      | 1      | -       | 4 926   | 2,74 %  | +0,95 %  |
|                        | Socialiste indépendant   | Socialiste indépendant   | 3              | *      | 1      | *       | 1 321   | 0,74 %  | *        |
|                        | Conservateur indépendant | Conservateur indépendant | 4              | 1      | -      | -100 %  | 3 014   | 1,68 %  | +0,31 %  |
|                        | Travailliste indépendant | Travailliste indépendant | 2              | *      | -      | *       | 2 985   | 1,66 %  | *        |
|                        | Socialiste               |                          | 4              | 1      | -      | -100 %  | 2 106   | 1,17 %  | -9,91 %  |
|                        | Libéral indépendant      | Libéral indépendant      | 1              | *      | -      | *       | 1 518   | 0,84 %  | *        |
|                        | Social-démocratique      |                          | 3              | 1      | -      | -100 %  | 1 012   | 0,56 %  | -0,18 %  |
|                        | Progressiste indépendant | Progressiste indépendant | 1              | *      | -      | *       | 158     | 0,09 %  | *        |
| Total                  | Total                    | Total                    | 116            | 42     | 47     | +11,9 % | 179 774 | 100 %   |          |
| Sources : Elections BC |                          |                          |                |        |        |         |         |         |          |

Notes :
* N'a pas présenté de candidat lors de l'élection précédente.
1 Un candidat, H.C. Brewster (libéral) a brigué les suffrages et fut élu dans deux circonscriptions, Alberni et Victoria City ; il est compté deux fois.
² Inclus dans le nombre des canadidats et R. McBride (conservateur, Richmond) qui s'est désisté avant le jour du scrutin mais a tout de même reçu quelques voix des électeurs à l'étranger.

## Source
- (en) Cet article est partiellement ou en totalité issu de l’article de Wikipédia en anglais intitulé « British Columbia general election, 1916 » (voir la liste des auteurs).